# Bernardia lanceifolia
Bernardia lanceifolia là một loài thực vật có hoa trong họ Đại kích. Loài này được (Lundell) Lundell mô tả khoa học đầu tiên năm 1985.